# نقار مخطط الحنجرة
نقار مخطط الحنجرة (الاسم العلمي: Picus xanthopygaeus) (بالإنجليزية: Streak-throated Woodpecker)‏ هو نوع من الطيور يتبع جنس النقار الحقيقي من الفصيلة النقارية الحقيقية.